# سفارة كولومبيا في بيرو
سفارة كولومبيا في بيرو هي أرفع تمثيل دبلوماسي لدولة كولومبيا لدى بيرو. تقع السفارة في ليما وهي تهدف لتعزيز المصالح الكولومبية في بيرو.

## وصلات خارجية
- قائمة سفارات كولومبيا
- قائمة السفارات في بيرو